# Chefferie de Bengbis
 (septembre 2024).
La Chefferie de Bengbis est une chefferie traditionnelle de premier degré située dans l'arrondissement de Bengbis, dans le département du Dja-et-Lobo, au Cameroun. Elle est reconnue comme l'une des chefferies traditionnelles de premier degré de cette région, conformément à l'arrêté n°019/CAB/PM du 7 février 1981. Elle a pour chef supérieur Frédéric Endezoumou Mvoua.

## Démographie
En 2005 la population que couvre la chefferie de Bengbis est estimé à 13075 habitants.

## Culture et société
Le chef traditionnel, joue un rôle crucial en tant que gardien de l'héritage culturel et des traditions de la communauté.

## Liste des chefs traditionnels
Enondji Mvomo Etienne.
Frédéric Endezoumou Mvoua